# Baguer-Morvan
Baguer-Morvan település Franciaországban, Ille-et-Vilaine megyében. Lakosainak száma 1697 fő (2022. január 1.). Baguer-Morvan Bonnemain, Dol-de-Bretagne, Epiniac, Plerguer, Roz-Landrieux és Le Tronchet községekkel határos.

## Fekvése
Dol-de-Bretagnetől délre fekvő település.

## története
Nevét 1181-ben említették először Bagar, Bagar Morvan, néven, majd 1187-ben parókiája is említve volt Parrochia Bagar Morvan alakban. Eleinte a Doli püspökséghez, majd a Doli esperességhez tartozott, templomának fővédnöke Szent Péter és Szent Pál volt.

## Szent Péter és Szent Pál templom

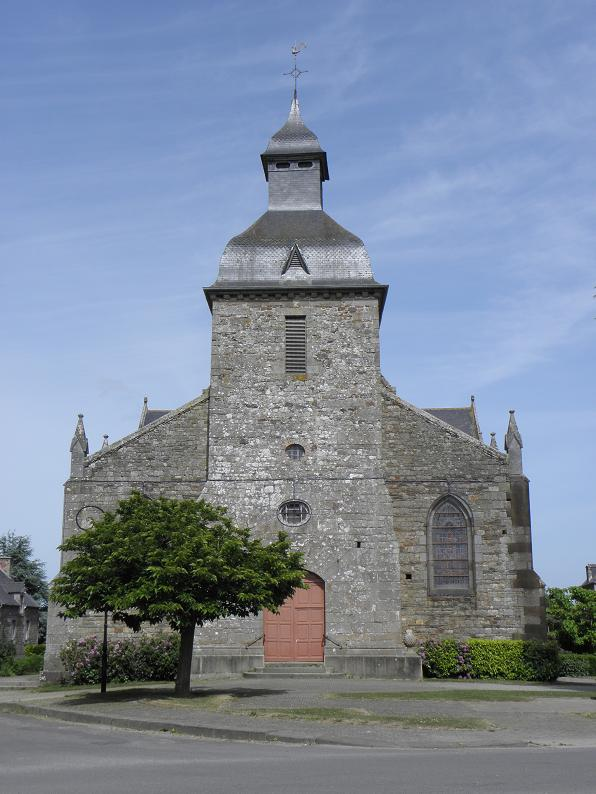
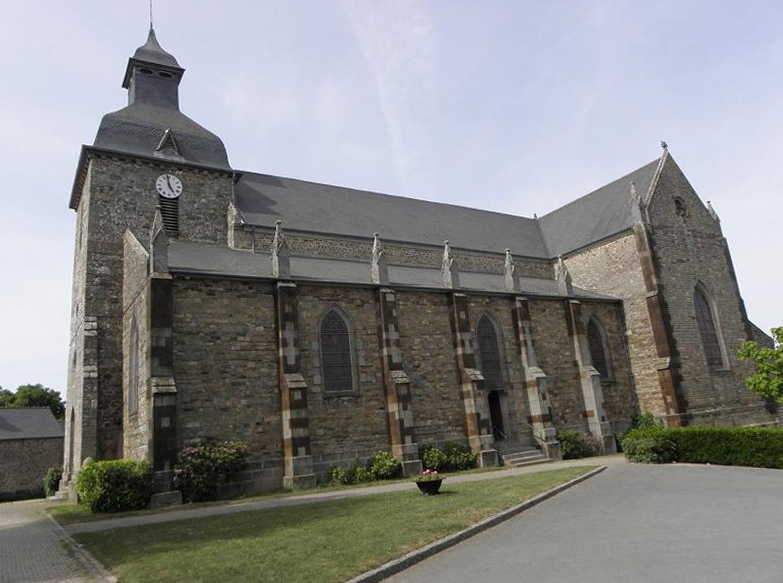
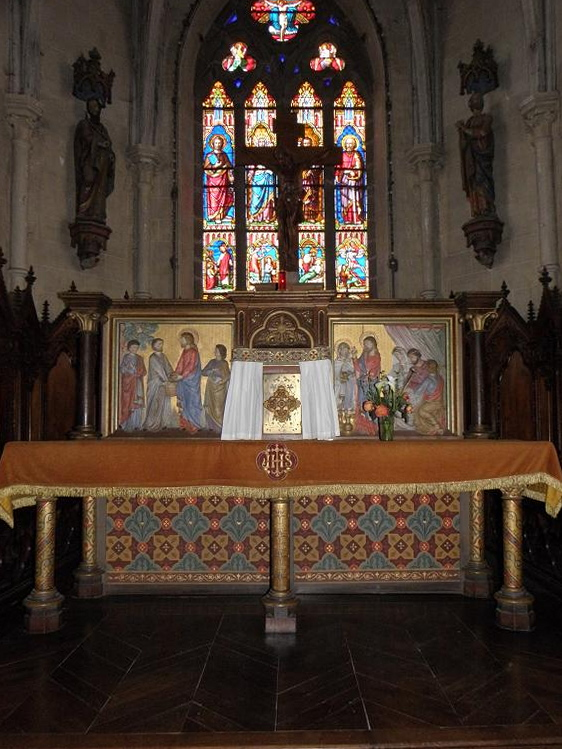
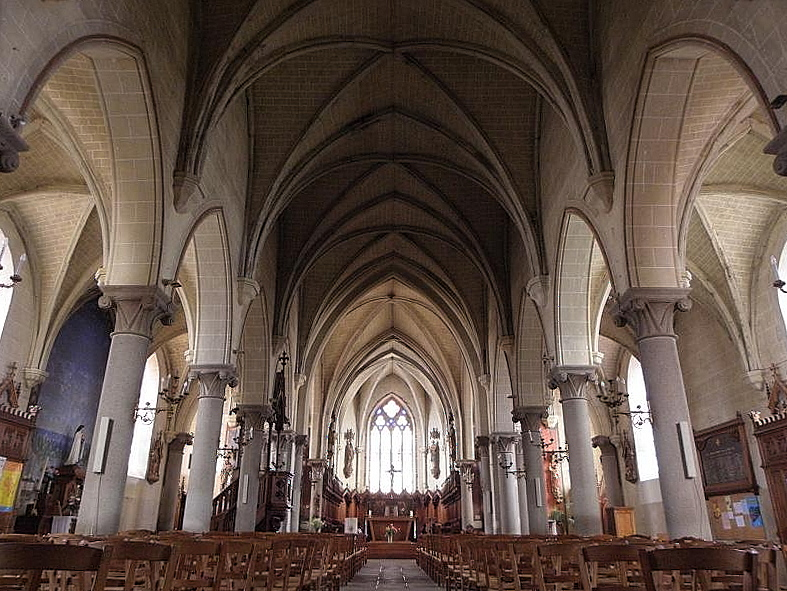
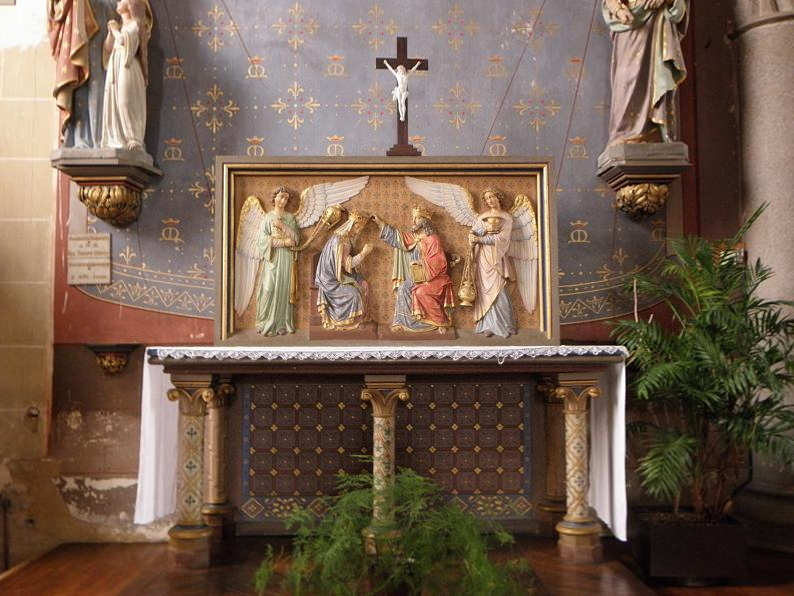
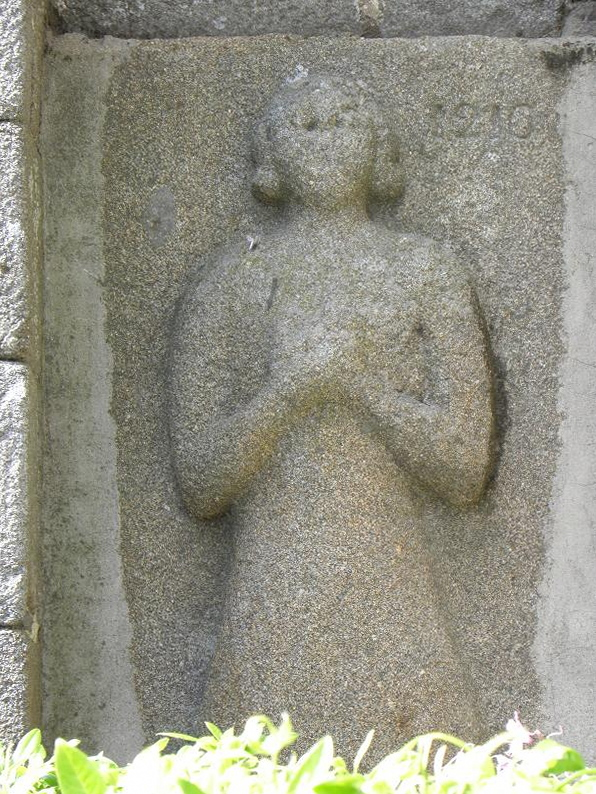